# Panglao (île)
Panglao est une île de la province de Bohol aux Philippines. Il y avait 62 083 habitants en 2007.
Les municipalités de Dauis et Panglao se situent sur l'île.